# Marquesado de Villamayor
El marquesado de Villamayor, es un título nobiliario español, creado el 8 de enero de 1688, por el rey Carlos II, a favor de Joaquín Villamayor y Leruela, capellán mayor de las Descalzas Reales de Madrid.

## Marqueses de Villamayor
|                                     | Titular                                | Periodo                |
| Creación por Carlos II              | Creación por Carlos II                 | Creación por Carlos II |
| ----------------------------------- | -------------------------------------- | ---------------------- |
| I                                   | Joaquín Villamayor y Leruela           | 1688-1701              |
| II                                  | Juan Antonio de Albizu y Villamayor    | 1703-1721              |
| III                                 | Manuela de Albizu y Villamayor         | 1723-1743              |
| IV                                  | José Juan de Medrano y Angulo          | 1744-1765              |
| V                                   | Joaquín Felipe de Medrano Luján y Arce | 1765-1799              |
| VI                                  | Francisco Chacón y Messía Medrano      | 1799-1806              |
| VII                                 | Fernando Chacón y Messía Medrano       | 1814-1837              |
| VIII                                | Juana Piñeyro y Echeverri              | 1847-1885              |
| IX                                  | Isabel de Guillamas y Piñeyro          | 1885-1932              |
| Rehabilitación por Francisco Franco |                                        |                        |
| X                                   | Álvaro Caro y Guillamas                | 1961-1965              |
| XI                                  | Álvaro Caro Díaz                       | 1965-1998              |
| XII                                 | María Cristina Caro Franck             | 1999-2018              |
| XIII                                | Alonso Caro Aguirre                    | 2019-2022              |
| XIV                                 | Victoria Eugenia Caro y Lecanda        | 2022-actual titular    |

## Historia de los marqueses de Villamayor
- Joaquín Villamayor y Leruela (m. Madrid, 2 de diciembre de 1701), I marqués de Villamayor,[1] caballero de la Orden de Santiago, ministro del Consejo de las Órdenes, del Consejo Real de Castilla y capellán del monasterio de las Descalzas Reales en Madrid. Era hijo de Francisco de Villamayor, caballero de la Orden de Santiago y secretario del rey, y de su esposa Manuela de Leruela y Caxa.[2]

Casó el 15 de diciembre de 1667, en el Palacio Real de Madrid, con Magdalena Marcela de Liaño y Carrillo. Al fallecer su esposa en 1682, se ordenó sacerdote. El 22 de noviembre de 1702, sucedió su sobrino, hijo de su hermana Catalina Teresa de Villamayor y Leruela y de su esposo Juan Matías de Albizu y Chávarri.
- Juan Antonio de Albizu y Villamayor (Martos, 2 de agosto de 1662-Génova, 1721), II marqués de Villamayor.[3]  Soltero, en 18 de enero de 1723, sucedió su hermana:[1]

- Manuela de Albizu y Villamayor, III marquesa de Villamayor.[1]

Casó con Juan de Angulo, caballero de la Orden de Santiago. En 29 de febrero de 1744 sucedió su nieto:
- José Juan de Medrano y Angulo (m. 25 de julio de 1765), IV marqués de Villamayor[1] y III conde de Torrubia, hijo de Andrés de Medrano y Mendizábal de los Ríos (1653-1720), caballero de la Orden de Calatrava, II conde de Torrubia, y María Francisca de Angulo y Albizu (m. 1724).[5]

Casó el 27 de noviembre de 1737 con Isabel de Luján y Colón de Larreátegui (m. 1749). Sucedió su hijo:
- Joaquín Felipe de Medrano Luján y Arce (14 de septiembre de 1742-20 de septiembre de 1799), V marqués de Villamayor[1] y IV conde de Torrubia.[6]

Casó en primeras nupcias con María Piñeyro y Maldonado. Contrajo un segundo matrimonio con Ana Pardo de Figueroa y Valladares.  En terceras nupcias, casó con María de los Ángeles Bassoni y en cuartas nupcias con Manuela de Lorieri y Alpuente. Sucedió su sobrino:
- Francisco Chacón Manrique de Lara y Messía (Málaga, 1 de septiembre de 1748-4 de febrero de 1806), VI marqués de Villamayor,  IV conde de Torrubia, IV conde de Mollina, grande de España[7][8] y mariscal de Campo.  Era hijo de José Joaquín Chacón Manrique de Lara y Medrano, III conde de Mollina y de su esposa María Josefa Messía y Carvajal ((1726-1774).[9]

Sucedió su hermano:
- Fernando Chacón Manrique de Lara y Messía (m. 29 de febrero de 1837), VII marqués de Villamayor[1] VI conde de Torrubia, VI conde de Mollina, grande de España[7] y marqués de las Nieves.

En 12 de agosto de 1847 sucedió su sobrina bisnieta:
- Juana Piñeyro y Echeverri (Málaga, 31 de octubre de 1829- 18 de diciembre de 1901[7]) VIII marquesa de Villamayor,[1] IX condesa de Torrubia,[10]  VII condesa de Mollina, grande de España,[7] V marquesa de las Nieves[11] y IX condesa de Villalcázar de Sirga.[10] Era hija de Buenaventura Piñeyro de Ulloa y Manuel de Villena, VIII marqués de Bendaña, conde de Canillas y barón de Molinet y de su primera esposa, Isabel de Echeverri Chacón y Pérez del Pulgar, condesa de Villalcázar de Sirga.[12]

Casó el 9 de mayo de 1852 con Fernando de Guillamas y Castañón (n. Valladolid, 31 de julio de 1823), IX marqués de San Felices,  IV marqués de Campo Fértil, VII conde de Alcolea de Torote, y caballero de la Orden de Calatrava. En 3 de marzo de 1885, por cesión, sucedió su hija:
- Isabel de Guillamas y Piñeyro (Madrid, junio de 1863-San Sebastián, 27 de junio de 1932), IX marquesa de Villamayor[1] y X condesa de Torrubia[10]

Casó con Álvaro Caro y Széchényi (n. Madrid en octubre de 1856), caballero de la Orden de Montesa, de la Real Maestranza de Caballería de Valencia, gran cruz de Isabel la Católic y gobernador civil de Navarra.
Rehabilitado en 1961 por el hijo de la IX marquesa de Villamayor
- Álvaro Caro y Guillamas, X marqués de Villamayor[1] y IX conde de Torrubia.

En de diciembre de 1965 sucedió su hijo:
- Álvaro Caro Díaz, XI marqués de Villamayor[1] y X conde de Torrubias.

Casó con la cubana María Francisca Díaz de Tuesta y García. En 16 de marzo de 1999 sucedió su nieta:
- María Cristina Caro Franck (París, 20 de julio de 1951-8 de diciembre de 2014), XII marquesa de Villamayor[1] y XI condesa de Torrubia.[14]

- Alonso Caro y Aguirre (n. en 1953), XIII marqués de Villamayor,[15] VII marqués de Bérriz[16] y XII conde de Torrubia.[17] Hijo de Rafael Caro y Aznar y de María del Carmen Aguirre Laiseca.

Casó con María José Lecanda y Smith. Cedió el título a su hija:
- Victoria Eugenia Caro y Lecanda, XIV marquesa de Villamayor.[18]